# Баньо-ди-Романья
Баньо-ди-Романья (итал. Bagno di Romagna) —  коммуна в Италии, располагается в области Эмилия-Романья, подчиняется административному центру Форли-Чезена.
Население составляет 5 910 человек (30-04-2017), плотность населения составляет 25,31 чел./км². Занимает площадь 233 км². Почтовый индекс — 47021. Телефонный код — 0543.
Покровителем коммуны почитается святой апостол Пётр. Праздник ежегодно празднуется 29 июня. В коммуне 15 августа особо празднуется Успение Пресвятой Богородицы.

## Города-побратимы
- Мутье, Франция
- Рапперсвиль, Швейцария